# Max et le Diable
Pour plus de détails, voir Fiche technique et Distribution.
Max et le Diable (titre original : The Devil & Max Devlin) est un film américain de Steven Hilliard Stern sorti en 1981. Cette comédie fantastique réunit Elliott Gould et Bill Cosby, ce dernier dans un rôle de bras droit du Diable.
Initialement prévu comme une production Hammer, les studios Disney achète le scénario de Jimmy Sangster dans le but de diversifier son public. Mais le succès du film n'est pas au rendez-vous et les critiques sont nombreuses. Elles concernent aussi bien le scénario que les acteurs dont la chanteuse Julie Budd. Le rôle diabolique de Bill Cosby est aussi critiqué, les acteurs noirs étant souvent cantonnés à ce genre de personnages secondaires. Le film est surtout connu pour avoir incité le studio Disney à fonder un label dédié pour les films plus adultes.

## Synopsis
Max Devlin est le propriétaire louche d'un bidonville délabré de Los Angeles. Alors qu'il tente d'échapper à ses locataires en colère car l'un d'eux à dévoiler ses fonctions, il est percuté par un bus. Tué, il descend en Enfer, qui ressemble au siège social d'une entreprise. Il y rencontre le responsable des âmes Barney Satin, le principal homme de main du diable. Barney lui propose un marché, un pacte avec le Diable. Si Max parvient à convaincre trois jeunes innocents de vendre leur âme en échange de la sienne, il sera ressuscité. Il accepte et son corps remonte sur Terre mais son âme reste en Enfer, c'est pourquoi il ne peut pas se voir dans un miroir. Barney lui offre des pouvoirs magiques limités pour l'aider à atteindre son objectif. Max est quand même réticent et Barney modifie le contrat pour que les trois âmes ne soient prises qu'à la fin naturelle de leur vie. Max commence sa quête effrénée accompagnée de Barney que seul max peut voir, Barney surveillant l'avancement de la quête de Max et se moquant de lui.
Les trois cibles de Max sont Stella Summers, une lycéenne en décrochage et chanteuse en herbe; Nerve Nordlinger, un étudiant qui rêve d'être populaire ; et Toby Hart, un enfant qui aspire à ce que sa mère Penny retrouve le bonheur après le décès de son mari. Max se fraye un chemin dans chacune de leurs vies en décrochant un contrat d'enregistrement pour Stella, en entraînant Nerve en tant que pilote de moto après l'école et en passant du temps avec Toby tout en aidant Penny à gérer une garderie. Max commence à s'occuper de ses trois sujets et découvre sa morale innée. Il tombe même amoureux de Penny, mais a du mal à les faire signer le contrat pour son âme. Stella refuse de signer, croyant que Max essaie d'obtenir plus que ses 20% d'honoraires en tant que manager, Nerve est trop concentré sur l'entraînement pour une course importante et Toby refuse de signer à moins que Max n'épouse Penny.
Finalement, Max obtient les trois signatures mais une fois signé leurs personnalités changent immédiatement pour le pire. Après le mariage de Max et Penny, Barney apparaît et révèle qu'ils mourront tous les trois à minuit, et bien que Max puisse vivre jusqu'à la fin naturelle de sa propre vie, il est toujours damné. Irrité par le mensonge, Max est prêt à détruire les contrats, et Barney ramène Max en enfer, révélant sa véritable forme démoniaque, menaçant Max d'un tourment encore plus grand s'il détruit les contrats. Sachant qu'il est déjà condamné, Max jette les papiers dans un feu à proximité, mais il revient rapidement à la vie.
Se croyant toujours damné, Max quitte sa fête de mariage pour dire au revoir à Nerve et Stella, et constate que leurs personnalités sont revenues à la normale. Quand il revient pour dire au revoir à Toby et Penny, il est fou de joie quand il peut à nouveau se voir dans un miroir, supposant que par son abnégation, il a été racheté et Barney est vaincu. Il regarde vers le ciel et rend grâce en assistant à l'un des concerts de Stella avec Penny et Toby.

## Fiche technique
- Titre original : The Devil & Max Devlin
- Titre français : Max et le Diable
- Réalisation : Steven Hilliard Stern assisté d'Irby Smith
  - Second assistant réalisateurs : Christopher D. Miller, Stephen McEveety
- Scénario : Mary Rodgers d'après une histoire de Mary Rodgers et Jimmy Sangster
- Musique : Buddy Baker,
- Montage : Raymond A. de Leuw (image), Ben F. Hendricks (son), Jack Wadsworth (musique)
- Direction artistique : John B. Mansbridge, Leon R. Harris
- Direction de la photographie : Howard Schwartz
- Son : Herb Taylor (supervision), William D. Burton (mixage), Ben F. Hendricks (montage)
- Costumes : Bill Thomas (concept), Milton G. Mangum (homme), Mary Dye (femme)
- Maquillage : Robert J. Schiffer (supervision), Nadia,
- Coiffure : Gloria Montemayor
- Décors;  Norman Rockett, Roger M. Shook
- Effets spéciaux : Art Cruickshank, Danny Lee, Hans Metz
- Artiste matte : David
- Producteur : Jerome Courtland, John D. Bloss (responsable de production)
- Producteur exécutif : Ron Miller
- Société de production : Walt Disney Productions
- Pays d'origine :  États-Unis
- Langues : Anglais
- Genre : Comédie
- Durée : 96 minutes
- Date de sortie :
  -  États-Unis : 6[1],[2] ou 6 mars 1981[3]

Sauf mention contraire, les informations proviennent des sources concordantes suivantes : Leonard Maltin, Mark Arnold et IMDb

## Distribution
- Elliott Gould (VF : Jacques Balutin) : Max Devlin
- Bill Cosby (VF : Med Hondo) : Barney Satin
- Susan Anspach (VF : Anne Kerylen) : Penny Hart
- Adam Rich (VF : Jackie Berger) : Toby Hart
- Julie Budd (en) (VF : Isabelle Ganz) : Stella Summers
- Sonny Shroyer (VF : Michel Muller) : Big Billy Hunniker
- David Knell (VF : Vincent Ropion) : Nerve Nordlinger
- Charles Shamata (en) (VF : Patrick Guillemin) : Jerry nadler
- Deborah Baltzell (VF : Régine Teyssot) : Heidi
- Ronnie Schell : Greg Weems
- Jeannie Wilson (VF : Régine Teyssot) : Laverne Hunniker
- Stanley Brock : le contremaître
- Ted Zeigler : Mr Billings
- Vic Dunlop : Brian
- Reggie Nalder : président du conseil diabolique
- Lillian Muller : Véronica du conseil diabolique
- Julie Parrish : Sheila
- Sally K. Marr : Mrs. Gormley
- Madelyn Cates : Mrs. Trent
- Denise DuBarry : secrétaire de Stella Summers
- Helene Wilson : Agent Hargraves
- Susan Tolsky :  Mère de Nerve Nordlinger
- Vernom Weddle : Juge de paix
- Ernest Harada : jeune à moto #1
- Bill Saito : jeune à moto #2
- Gustaf Under : Gregory du conseil diabolique
- Bertil Unger : Julian du conseil diabolique
- Joseph Burke : Steven du conseil diabolique
- Tak Kubota : Bruce du conseil diabolique
- Army Arched : lui-même, chroniqueur
- Ruth Manning : Mrs Davis
- Bartine Zane : femme aveugle #2 et un ange
- Rahsaan Morris : Tremaine
- Adam Starr : garçon au carnaval
- Chip Courtland : sportif #1
- Rene Lamart : sportif #2
- Mark Andrews :  sportif #3
- Teri Landrum : Susie
- Tracie Savage : Pammy
- Nancy Bond : Mrs. Minushkin
- Sheila Rogers : Mrs Pepper
- Robert Baron :  Mr Pepper
- Pete Renaday : ingénieur studio
- Albert Able : présentateur M.C.
- Roger Price : vieil homme
- Robert S. Telford : propriétaire de la caravane
- Wally K. Berns : fan à la fête
- Mindy Sterling : Fan #1 au Grammy's
- Richard Lasting : Fan #2 au Grammy's
- Richard Crystal : présentateur de la cérémonie de récompense
- Steve Eastin : Larry Binder
- James Almanzar : acheteur de billet
- Nick Angotti : journaliste télévisé
- Jackie Russell : mère du garçon au carnaval
- Gary Morgan :  DJ dans la boutique de disque
- Ted Mosse : officier
- Stu Gilliam : garçon de salle #1
- Daley Pick : garçon de salle #2
- Bari Roulette : demoiselle d'honneur
- Jan Jorden : femme dans le salon
- Madelyn Cates : Mrs. Trent
- Jackson Bostwick : voix additionnelles
- Sean Kane : garçon à l'aire de jeu

Sauf mention contraire, les informations proviennent des sources concordantes suivantes : Leonard Maltin, Mark Arnold et IMDb

## Sorties cinéma
Sauf mention contraire, les informations suivantes sont issues de l'Internet Movie Database.
- Royaume-Uni : 20 janvier 1981
- États-Unis} : 6 mars 1981
- Uruguay : 13 mai 1981 (Montevideo)

## Production

### Développement du scénario
En 1973, Jimmy Sangster écrit un scénario de type Faustien intitulé The Fairytale Man (« L'homme de conte de fées ») avec pour objectif d'avoir Vincent Price dans le rôle titre et Harold Cohen comme producteur. Harold Cohen avait déjà produits deux téléfilms adaptés de romans de Sangster The Spy Killer (en) (1969) et Foreign Exchange (en) (1970), tous deux réalisés par Roy Ward Baker. Cette production est vendue à Hammer Film Productions spécialisé dans le fantastiques et les films d'horreurs. Mais à cause d'un problème de budget, Sangster rachète son scénario et le vends à Walt Disney Productions.
Le studio Disney, alors dirigé par Ron Miller, gendre du défunt Walt Disney cherche à se diversifier dans des productions moins enfantine. Disney fait réécrire le scénario par Mary Rodgers,. Elle avait écrit le roman Freaky Friday, qui a servi de base au film Un vendredi dingue, dingue, dingue (1976).
Le scénario est selon Mark Arnold un plagiat du Ciel peut attendre (1978) de Warren Beatty et Buck Henry, lui-même un remake du film Le Défunt récalcitrant (Here Comes Mr. Jordan) sorti en 1941. Max Devlin qui est un seigneur des taudis est percuté par un bus et se retrouve en Enfer, ici une version infernale des entreprises américaines des années 1980. Max se voit proposer un billet de sortie s'il parvient à convaincre trois personnes de vendre leur âme au diable sous soixante jours.

### Choix des interprètes
C'est la seconde participation d'Elliott Gould à une production Disney, il interprète un personnage semblable à celui de Noah Dugan dans Le Dernier Vol de l'arche de Noé (1980). L'actrice et chanteuse Julie Budd (en) est présentée comme la nouvelle Barbra Streisand, ex-femme d'Elliott Gould (ils ont divorcé en 1971). Selon Mark Arnold, même si elle est une chanteuse "convenable" elle a par la suite fait une carrière médiocre. Elle interprète la chanson titre d'une autre production Disney de 1981, Amy. L'acteur Bill Cosby, importante vedette de la télévision, s'essaye à nouveau au cinéma mais c'est un nouvel échec, sa carrière cinématographique ne décollera jamais. Il est aussi connu pour les publicités Jell-O Pudding Pop. Ron Miller insiste auprès des agents du casting pour faire signer Bill Cosby. L'acteur jouera dans encore d'autres films mais encore moins connus comme Leonard Part 6 (1987) ou Papa est un fantôme (1990).
Dans une autre interview accordée à Bob Thomas en juin 1980 et reprise en 1981 dans le Montreal Gazette, Bill Cosby explique qu'il a longtemps refusé de jouer dans des films Disney à cause de la présence de personnes ultraconservatrices et l'absence de place accordée aux minorités,. Il ajoute que sa femme Camille avait hésité après la lecture du scénario de Mary Rodgers car le diable est représenté par un homme noir. Bill Cosby répond qu'il a accepté d'interpréter un personnage diabolique car avant c'était un homme blanc maquillé en noir,. Il joue le rôle de Barney, premier assistant de Satan,.

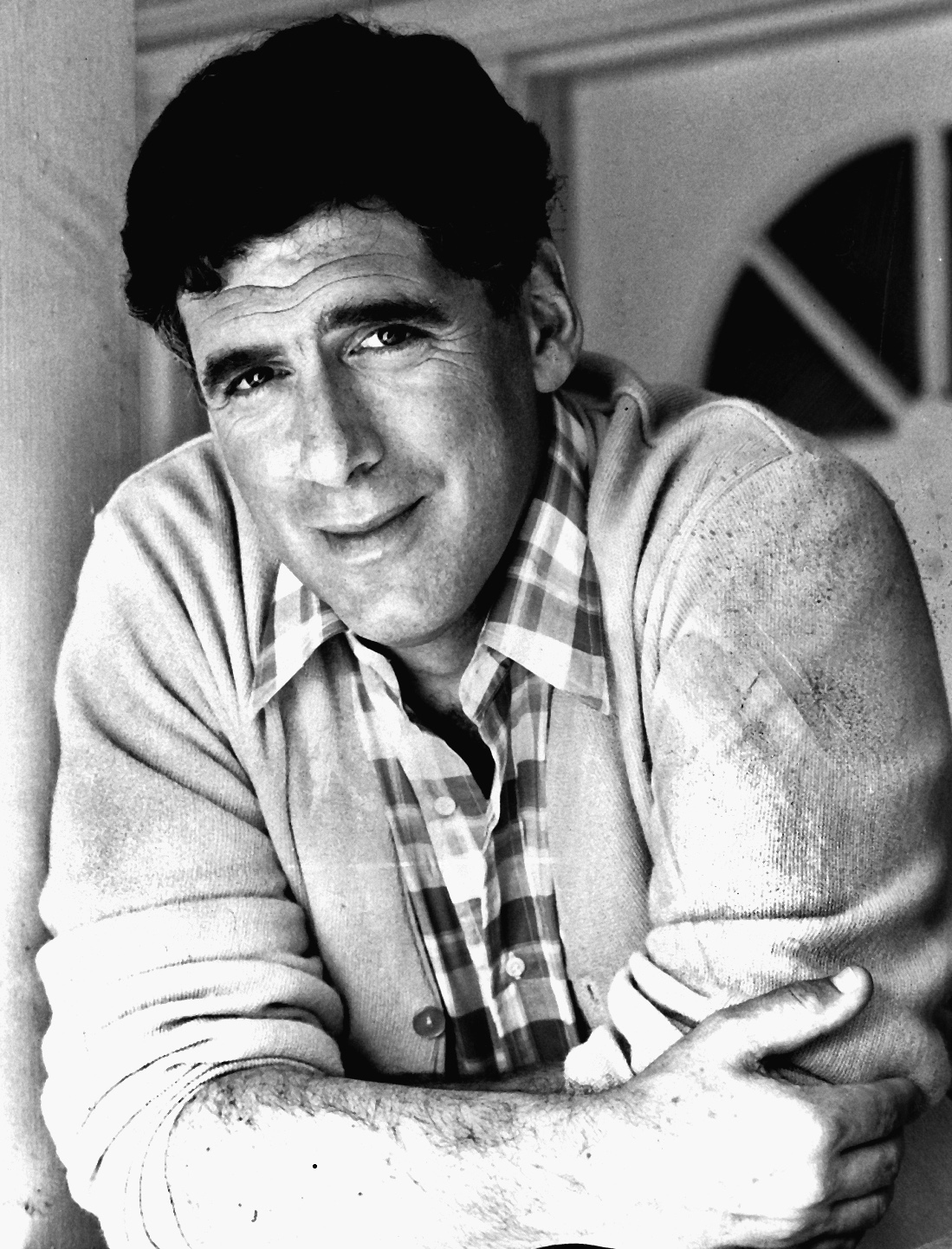
Elliott Gould en 1986
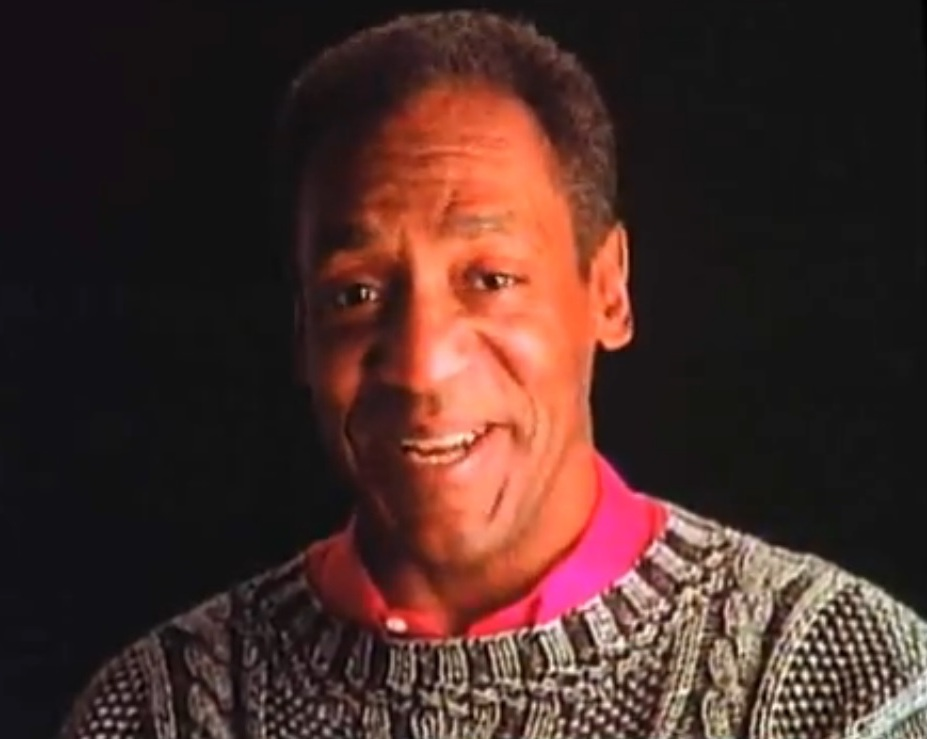
Bill Cosby en 1990
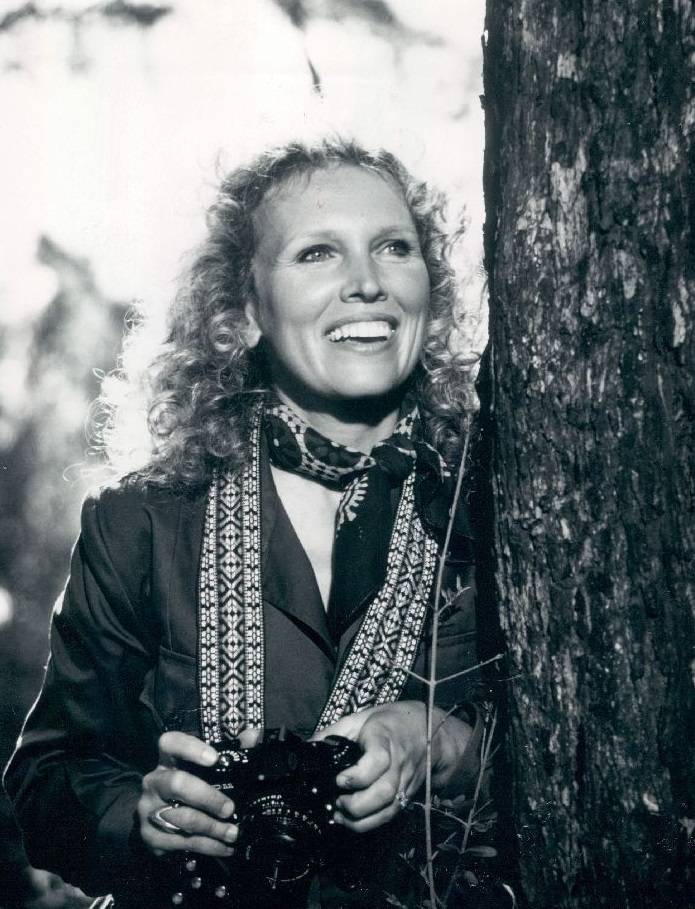
Susan Anspach en 1979
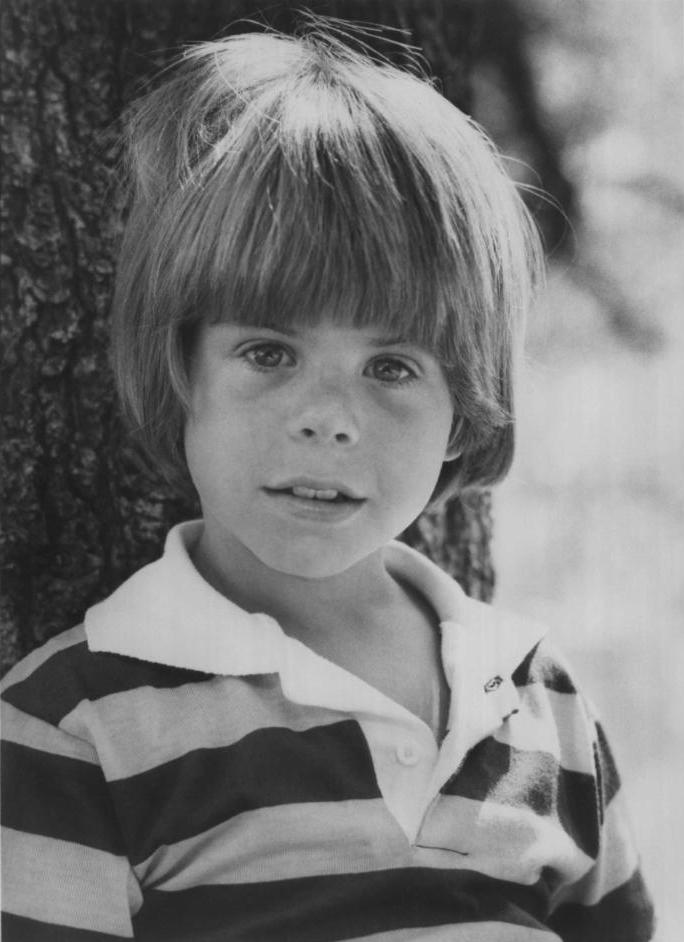
Adam Rich en 1977
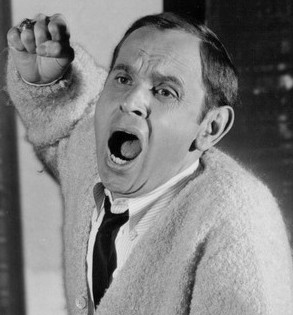
Ronnie Schell
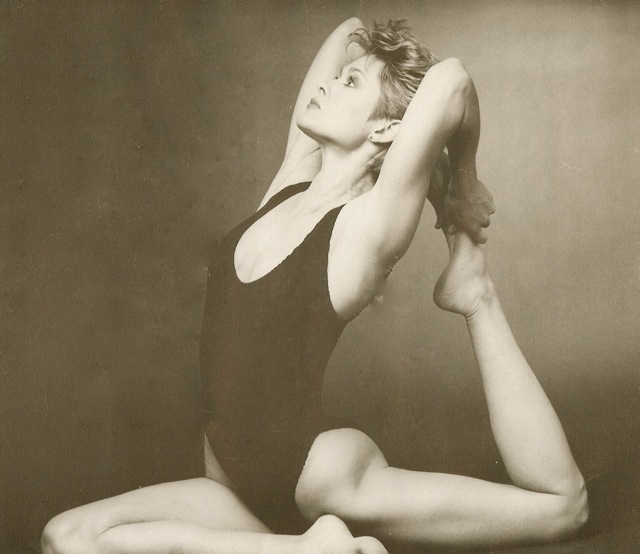
Denise DuBarry

### Tournage et chansons
Le film a été tourné en partie aux Universal Studios Hollywood dans l'attraction Studio Tour et dans l'Universal Amphitheater (en), ce dernier a été détruit en 2013 pour faire place à la zone The Wizarding World of Harry Potter. Les scènes de Enfers ont été tournées dans le Stage 3 des Walt Disney Studios Burbank grâce à de fausses stalagmites entourées d'une vingtaine de torches au butane, 18 tonnes de neiges carboniques et des générateurs de fumée,.. La température sur le plateau une fois tous ce matériel en marche dépassait les 37° C et nécessitait de faire sortir les acteurs et figurants régulièrement pour qu'ils se rafraîchissent. Le maquillage de BIll Cosby dans sa forme infernale, adapté à sa couleur de peau, a été commandé spécifiquement par Robert J. Schiffer en Allemagne et consistait en une épaisse sous couche de couleur mauve avec du fond de teint hydrosoluble rouge.
Les chansons du films ont été écrites par Marvin Hamlisch. Le compositeur avait déjà participé à une production Disney, Nanou, fils de la Jungle (1973).
- Roses and Rainbows sur des paroles de Carole Bayer
- Any Fool Could See sur des paroles d'Allee Willis

Ces deux titres ont été publiés en 45 tours en 1981 chez Buena Vista Records.

## Sortie et Accueil
Une adaptation en bande dessinée, d'Al Stoffel et Richard Moore, est publiée entre août 1980 et novembre 1980 dans les pages dominicales.
Le journal The San Francisco Examiner mentionne une sortie locale du film à San Francisco en Californie le 4 février 1981 tandis que le site du American Film Institute (AFI) référence une première sortie locale à Los Angeles le 11 février 1981. Dave Smith, archiviste de Disney, et le Chicago Tribune attestent d'une sortie nationale le 6 février 1981,. Mark Arnold et l'AFI indiquent une sortie le 6 mars 1981, l'AFI précisant qu'elle est à New York,.
Malgré un travail supplémentaire et des dépenses importantes, le film n'attire ni les enfants ni leurs parents à sa sortie en salle en mars 1981. En août 1981, Ron MiIller déclare au New York Times que le film a couté entre 7,1 et 7,2 millions d'USD. Le film récolte 16 millions d'USD en salle. Les locations de vidéocassettes permettent de récolter 6,5 millions d'USD pour finir avec une perte de 4 millions. Il sera diffusé dans l'émission télévisée d'anthologie Le Monde merveilleux de Disney en 1987 et 1989.
Au Royaume-Uni, les vidéocassettes du film sont saisies par erreur par la police britannique dans le cadre des Video nasty, une liste officielle de films considérés comme trop gores et donc retirés de la vente. Le militant anti-censure Liam T. Sanford avait écrit une lettre au comité Director of Public Prosecutions dépendant du British Board of Film Classification pour dénoncer les critères et en donnant comme exemple Max et le Diable qui rentrait dans les cases. La censure a donc été appliquée malgré la classification A accordée en janvier 1981 et définie comme PG en février 1987.

### Accueil critique
Pour Gene Siskel du Chicago Tribune, la comédie est un succès surprise, un petit film très drôle et alors que de nombreux journaux parlent de la perte de la magie de Disney, ce film démontre qu'il y a encore de la vie dans le studio pour les années 1980. Siskel confirme la ressemblance avec Ciel peut attendre (1978) mais s'en offusque pas. Siskel conseille au studio Disney de réemployer Mary Rodgers et Jimmy Sangster. Pour Variety, après un bon début le film s'étale sur le sol et ne se relève pas.
Sheila Benson du Los Angeles Times catégorise le film dans ceux avec un pacte avec diable, l'un des trois ou presque plus vieux ressorts d'histoires possibles. Pour Benson, le film est acceptable mais à nul moment il est crédible. Vincent Canby du New York Times classe aussi le film dans la catégorie des marchés avec le diable qui en dehors de deux ou trois exceptions ne sont pas vraiment intéressants.
Selon Canby, cette comédie de Disney n'est ni la meilleure ni la pire mais le sujet n'attire pas car personne n'ai jamais venu faire ce genre de proposition même dans les plus mauvais jours. Gary Arnold du Washington Post considère le film comme insipide et s'interroge sur un problème d'image de soi. Le problème d'image de soi existe aussi au sein de l'entreprise Disney qui cherche désespérément des éléments d'histoire moins inoffensifs. Gary Arnold évoque les récents déboires du studio après l'échec du Trou noir, le contrecoup d'une farce réalisée par de jeunes cinéastes avec Une nuit folle, folle et le « presque reniement d'une production inachevée », un film à suspenses nommé Les Yeux de la forêt. Pour Gary Arnold, le film révèle une confusion considérable entre le public sollicité et les ingrédients susceptibles de plaire à ce public amorphe. Gary Arnold écrit qu'on s'attend à ce qu'Elliott Gould remplisse le rôle autrefois donné à Fred MacMurray (dans Monte là-d'ssus, 1961) ou Dean Jones, mais il a tendance à se laisser aller et il ne possède pas l'attrait paternel et un peu niais de ses prédécesseurs.
Benson considère le travail de réalisation de Steven Hilliard Stern comme sans attention à la texture des personnages et faisant un trop grand recours aux plans rapprochés, trop rapprochés car on peut voir les pores de la peau. Canby précise que la classification PG est liée à la présence de situations légèrement suggestives.
Canby juge le jeu des acteurs attrayants à l'exception de la chanteuse Julie Budd une interprète talentueuse dont la ressemblance à Barbra Streisand en début de carrière pourrait être une malédiction que seul un pacte avec le diable pourrait exorciser. Pour Sheila Benson, Elliott Gould et Bill Cosby sont perdus, ce dernier d'abord antipathique ne développe pas ses talents comiques ou d'acteur. Un point du scénario reste obscur pour Sheila Benson, l'aspect de Bill Cosby qui change régulièrement alors que seul Elliott Gould peut le voir. Gary Arnold ne trouve pas amusant de suivre un Elliott Gould maussade et défoncé passer par pleins d'états de la chasse aux âmes d'un groupe d'enfants jusqu'à une rédemption finale de dernière minute, prévisible.
Sheila Benson s'interroge sur la ressemblance de Julie Budd avec Barbra Streisand et si Elliott Gould pourrait être impliqué dans ce choix, ce qui serait sinistre. Pour Gary Arnold, l'actrice est traitée comme Streisand mais malgré ce qu'elle doit imaginer être, l'illusion ne fonctionne pas. Le personnage de Budd, Stella Summers, est identifié vers la fin du film tardivement comme une fugueuse, ce que Gary Arnold rapproche de la situation de mère célibataire, veuve dirigeant une garderie, Penny Hart interprétée par Susan Anspach, deux images éloignées du standard de la famille nucléaire. Arnold ajoute à ces images les nombreuses références virant à l'apologie des fêtes en bikinis dans l'appartement d'un producteur de disque fêtard se prélassant dans un jacuzzi, rôle incarné par  Charles Shamata. Le journaliste du Washington Post a l'impression que les producteurs supplient le public de lui dire ce qu'il attend tandis qu'ils mélangent dans un chaudron des ingrédients incompatibles, inconscients qu'ils aggravent une recette fondamentalement peu recommandable. Gary Arnold conclut en écrivant que « quand les gens de Disney nous invitent dans un jacuzzi, il est temps d'administrer des tranquillisants et des compresses froides ».

### Critiques tardives
Howard Maxford dans son catalogue des productions d'Hammer, considère le film comme décevant. Il cite le scénariste Jimmy Slangster qui déclara que son autre consolation pour le film avec l'argent était qu'il partageait le crédit du scénario avec Mary Rodgers, fille du compositeur Richard Rodgers. Il ajoute toutefois une petite pique en demandant si elle avait autant de talent comme scénariste que son père dans la musique. Bill Cosby déclare en juin 1980 qu'il pensait que le studio était très conservateur mais en travaillant au sein du campus des Walt Disney Studios Burbank, il découvre qu'il avait tort en côtoyant des asiatiques, des latinos et des afro-américains.
Pour le chroniqueur Jim Hill, Max et le Diable est le pire film de la carrière de Bill Cosby qui compte toutefois des pépites comme Leonard Part 6 (1987) ou Papa est un fantôme (1990),. Jim Hill souligne son propos par le fait que la biographie officielle de l'acteur publiée 2014 ne mentionne le film qu'en page 475, dans la section filmographie rebaptisée Cosbyographie. Hill en conclut que Bill Cosby n'est pas vraiment fier de cette production et ajoute qu'à l'époque les grands films sont Les Aventuriers de l'arche perdue (1981) ou L'Empire contre-attaque (1980). Le studio Disney est alors considéré come le huitième des huit majors d'Hollywood et l'échec du Trou noir (1979) est à peine contrebalancé par La Coccinelle à Mexico (1980) une suite non souhaitée de la série La Coccinelle. Jim Hill évoque aussi une assertion des années 1970-1980 au sujet du studio, « soit il vous élève soit il vous coule » et donc pour un acteur comme célèbre Bill Cosby le résultat est mal engagé. Sa carrière décollera vraiment en 1983 après le concert filmé, Bill Cosby: Himself et la série Cosby Show.
Le scénario contient des injures et des grossièretés inattendues au catalogue Disney. Jim Hill indique qu'à l'époque ces propos sont malvenus mais que quelques décennies plus tard, l'entreprise autorisera la diffusion de Booty aux  American Music Awards sur ABC avec la prestation remarquée de Jennifer Lopez et Iggy Azalea.
Pour Jim Hill, le film Max et le Diable est important dans l'histoire des studios Disney mais pas celle que l'on croit. À la suite de la sortie du film, de nombreux américains ont écrit au studio pour se plaindre que Walt Disney n'aurait jamais permis autant de jurons inutiles. C'est en partie avec ces retours que l'idée de créer un label plus adulte a émergeait au sein de la direction de Disney dont Ron Miller.

### Note
1. ↑  Films aussi mentionnés par Mark Arnold